# Now and Then (비틀즈의 노래)
〈Now and Then〉은 2023년 11월 2일에 발매된 영국의 록 밴드 비틀즈의 노래이다. "마지막 비틀즈 노래"라고 별명 지어진 이 곡은 더블 A-사이드 싱글에 등장하여 밴드의 첫 번째 싱글인 〈Love Me Do〉 (1962년)의 새로운 믹스와 짝을 이루었고, 두 곡은 밴드 역사의 "북엔드" 역할을 했다. 두 곡은 모두 2023년 11월 10일에 발매될 1973년 컴필레이션 《1962–1966》와 《1967–1970》의 확장된 재발행본에 포함될 예정이다.
〈Now and Then〉은 존 레논이 1977년에 솔로 피아노 홈 데모로 작곡하고 녹음했지만 미완성으로 남겨둔 사이키델릭 소프트 록 발라드이다. 1980년 레논이 사망한 후, 이 노래는 레논의 데모를 기반으로 한 〈Free as a Bird〉와 〈Real Love〉에 이어 1995년~1996년 회고 프로젝트인 《비틀즈 앤솔로지》의 세 번째 비틀즈 재결합 싱글로 여겨졌다. 대신, 그것은 1995년에 버려진 세션의 오버더빙과 조지 해리슨의 기타 트랙을 포함하여 살아남은 밴드 동료 폴 매카트니와 링고 스타에 의해 완성될 때까지 거의 30년 동안 보류되었다.
최종 버전은 매카트니의 추가 가사와 피터 잭슨이 그의 2021년 다큐멘터리 《비틀즈 겟 백: 루프탑 콘서트》를 위해 의뢰한 AI 지원 오디오 복원 기술을 사용하여 데모에서 추출한 레논의 목소리를 특징으로 한다. 잭슨은 또한 〈Now and Then〉의 뮤직 비디오를 감독했다. 이 노래는 비틀즈에게 가치 있는 피날레라고 느낀 비평가들로부터 찬사를 받았다.

## 구성
레논은 1970년대 후반에 〈Now and Then〉을 썼고 1977년 뉴욕에 있는 더 다코타에 있는 그의 집에서 데모를 녹음했다. 가사는 레논이 그의 경력의 후반기에 쓴 미안한 사랑 노래의 전형적인 것이다. 비록 레논이 데모 테이프 공연에 구체적으로 설명하지 않은 몇 줄의 대사가 여전히 있지만, 대부분의 구절들은 거의 완성되었다. 《로스앤젤레스 타임스》에 기고하면서, 《빌보드》의 카일 데니스는 그 노래를 "사랑스러운 기타 중심의 록 발라드"라고 묘사한 반면, 스티븐 토마스 얼와인은 레논의 작곡을 "지혜롭고 우울한 발라드"라고 불렀다.
《벌처》의 크레이그 젠킨스는 오리지널 데모를 언급하며 "지금 그리고 그때"는 미완성 상태로 시들해졌으며, 보컬과 피아노 선율은 비틀스의 고품질 음반에 마사지하기에는 너무 조밀한 긁힌 듯한 쉿하는 소리로 가득 차 있다"라고 말했다.